# Jade Jones
Jade Jones (ur. 21 marca 1993 w Boddelwyddan w hrabstwie Denbighshire) – walijska zawodniczka taekwondo, mistrzyni olimpijska z Londynu i Rio de Janeiro.
Trenuje w GB Taekwondo Academy w Manchesterze. W 2010 zdobyła brązowy medal Mistrzostw Europy w Petersburgu, srebrny medal Młodzieżowych Mistrzostw Świata w Meksyku oraz złoty medal Letnich Igrzysk Olimpijskich Młodzieży w Singapurze. W finale pokonała 9-6 reprezentantkę Wietnamu Nguyễn Thanh Thảo i została pierwszą brytyjską mistrzynią w historii tej imprezy. Została wówczas uznana przez BBC Cymru Wales młodzieżową sportsmenką roku w Walii. W 2012 w finale Igrzysk pokonała reprezentantkę Chin Hou Yozhuo 6-4 i została pierwszą brytyjską mistrzynią olimpijską w taekwondo. Wynik ten powtórzyła w 2016 roku, broniąc zarazem złota olimpijskiego, wygrywając w finale Letnich Igrzysk Olimpijskich 2016 z Hiszpanką Evą Calvo Gómez.